# Traditi humilitati
Traditi humilitati est une encyclique du pape Pie VIII donnée le 24 mai 1829 dont l'objet est d'annoncer le programme de son pontificat. 
« Encouragé par ses frères évêques et confiant devant Dieu », Pie VIII avoue qu'il ressent de la tristesse en constatant que les libre-penseurs ont maintenant la voie libre pour critiquer et attaquer l'Église.
Le pape constate que l'autorité de l'Église se trouve affaiblie et que ses préceptes les plus sacrés sont humiliés publiquement. Les liens de l'unité sont fréquemment rompus au grand dam du pontife.
Selon Pie VIII, les maux de l'Église auraient pour cause une multitude de sophistes s'étant autoproclamés docteurs de philosophie. La recherche de la vérité est condamnée par ces hétérodoxes, qui sont à leur tour taxés d'impiété monstrueuse.
La condamnation des sociétés secrètes est réitérée. En effet, plusieurs de ces sociétés avaient engagé des professeurs pour enseigner la libre-pensée à la jeunesse européenne. Pie VIII met en garde les évêques pour qu'ils surveillent les séminaires avec diligence.
Pie VIII critique aussi les fondamentalistes qui distribuent des bibles gratuites sans en avertir des prescriptions nécessaires. Ainsi, une bible mal comprise peut facilement devenir un « poison pour l'âme » .
Vu que les livres dits hérétiques ont été répandus partout, il est demandé aux évêques qu'un grand labeur apostolique soit déployé pour lutter contre le cancer doctrinal. Chaque ministre a par ailleurs le devoir de nourrir son peuple avec la révérence pour le sacrement du mariage.
L'encyclique se conclut par une bénédiction apostolique (en) et une prière demandant la paix, la joie, la bonté, la grâce, la religion et l'intercession de Marie. 
Les textes et personnes citées sont l'épître aux Éphésiens, le livre de la Sagesse, le livre de Jérémie, le psaume 136, l'épître à Damase, les actes des Apôtres, l'évangile de Marc, l'Index catholique, Pie VII, Clément XII, Benoît XIV, Léon XII, In eminenti apostolatus specula, Providas, Ecclesiam a Jesu Christo (en), Quo Graviora et la deuxième épître à Timothée.

## Référence
- Texte intégral